# Albuca arenosa
Albuca arenosa är en sparrisväxtart som beskrevs av John Charles Manning och Peter Goldblatt. Albuca arenosa ingår i släktet Albuca och familjen sparrisväxter. Inga underarter finns listade i Catalogue of Life.